# Dynamena dalmasi
Dynamena dalmasi is een hydroïdpoliep uit de familie Sertulariidae. De poliep komt uit het geslacht Dynamena. Dynamena dalmasi werd in 1899 voor het eerst wetenschappelijk beschreven door Versluys. 